# 노바스코샤주의 기

노바스코샤 주의 기

노바스코샤 주 총독의 기

노바스코샤 주의 기는 노바스코샤주의 깃발이다. 이 지역에 정착한 스코틀랜드인의 영향을 받아 스코틀랜드의 국기와 마찬가지로 흰 바탕에 파란색의 성 안드레아 십자 형태로 되어있으며, 그 중앙에는 스코틀랜드의 왕실 문장이 새겨져 있다.